# Petra Weber (Historikerin)
Petra Weber (* 1958) ist eine deutsche Historikerin.

## Leben
Petra Weber studierte von 1977 bis 1983 an der Albert-Ludwigs-Universität Freiburg die Fächer Politikwissenschaft, Germanistik und Geschichtswissenschaft. Das Studium schloss sie mit dem Ersten Staatsexamen ab. 1987 wurde Petra Weber von Wilhelm Hennis zur Dr. phil. promoviert.
Von 1988 bis 1990 war sie wissenschaftliche Mitarbeiterin der Kommission für Geschichte des Parlamentarismus und der politischen Parteien. Von 1991 bis 1994 erhielt Petra Weber ein Stipendium der Deutschen Forschungsgemeinschaft (DFG). Seit 1995 ist sie wissenschaftliche Mitarbeiterin des Instituts für Zeitgeschichte in München. Sie ist stellvertretende Chefredakteurin der Vierteljahrshefte für Zeitgeschichte und zugleich Redakteurin der Studien für Zeitgeschichte.

## Forschungsgebiete
Ihre Forschungen konzentriert Petra Weber auf die Gebiete Geschichte des Sozialismus, Geschichte der Weimarer Republik sowie Geschichte der Bundesrepublik Deutschland und der Deutschen Demokratischen Republik.
1996 veröffentlichte Petra Weber – mit einer Unterstützung der Friedrich-Ebert-Stiftung sowie der Zeit-Stiftung Ebelin und Gerd Bucerius – eine detaillierte Biographie des sozialdemokratischen Politikers Carlo Schmid. Das spezielle Kennzeichen des 968 Seiten umfassenden Werkes ist die analytische, auch kommentierende Einbindung der Lebensjahre von Carlo Schmid (1896 bis 1979) in das gesamte historische Geschehen.
2020 veröffentlichte sie eine Gesamtdarstellung der deutsch-deutschen Geschichte von 1945 bis 1989/90.

## Veröffentlichungen
- Sozialismus als Kulturbewegung. Frühsozialistische Arbeiterbewegung und das Entstehen zweier feindlicher Brüder: Marxismus und Anarchismus. Droste, Düsseldorf 1989, ISBN 3-7700-5152-1.
- Die SPD-Fraktion im Deutschen Bundestag. Sitzungsprotokolle 1949–1957. Als Bearbeiterin. 2 Bände. Droste, Düsseldorf 1993.
- Carlo Schmid. 1896–1979. Eine Biographie. Beck, München 1996, ISBN 3-406-41098-7.
- Justiz und Diktatur. Justizverwaltung und politische Strafjustiz in Thüringen 1945–1961. Wissenschaftsverlag Oldenbourg, München 2000, ISBN 3-486-56463-3.
- Föderalismus und Lobbyismus. Die CSU-Landesgruppe zwischen Bundes- und Landespolitik 1949 bis 1969. In: Thomas Schlemmer u. Hans Woller (Hrsg.): Politik und Kultur im föderativen Staat 1949 bis 1973. (= Bayern im Bund, Band 3). Oldenbourg, München 2004, S. 23–116, ISBN 3-486-56596-6.
- Gescheiterte Sozialpartnerschaft – Gefährdete Republik? Industrielle Beziehungen, Arbeitskämpfe und der Sozialstaat. Deutschland und Frankreich im Vergleich (1918–1933/39). Oldenbourg, München 2010, ISBN 978-3-48659-214-6.
- Getrennt und doch vereint – Deutsch-deutsche Geschichte 1945–1989/90. Metropol Verlag, Berlin 2020, ISBN 978-3-86331-480-4.